# Socialna psihologija
Socialna psihologija je zaradi širine in obsega svojega raziskovalnega področja opredeljena iz številnih zornih kotov, vsem skupna pa je značilnost, da povezuje individualni psihološki kontekst in nadindividualne socialne kontekste človeške dejavnosti. Primarno si prizadeva, da bi razložila součinkovanje ljudi v socialnih odnosih ter jih povezala s specifičnimi zgodovinskimi in kulturnimi konteksti ter pojasnila, zakaj ljudje oblikujejo določen sistem prepričanj, vrednot in orientacij do sveta in ljudi okoli sebe. Zaradi kritike, da je socialna psihologija družbena znanost majhnega in srednjega dosega, torej da se osredotoča zgolj na mikrosfero življenja in ne dosega raven večjih institucij ali širše družbe, so nekateri avtorji vpeljali pojem societalne psihologije. Ta dopolnjuje in razširja področja socialne psihologije v nadosebne družbene sisteme, kot je na primer država, ekonomska in razredna razmerja itd. Znotraj analize konteksta socialne psihologije se pogostokrat pojavlja tudi delitev na »psihološko« in »sociološko« socialno psihologijo, pri čemer je za prvo bolj značilen laboratorijski eksperimentalni pristop k socialnopsihološkim pojavom, slednja pa na podlagi psiholoških zakonitosti preučuje različne družbene procese.

## Zgodovina
Skozi zgodovino se je v številnih kulturah razvijal diskurz, vezan na družbeno problematiko oziroma posameznikovo življenje znotraj raznih skupnosti, ki se je zaradi okrnjenih zapisov v nemalo primerih slabo ohranil do danes. Tako sta Platon in njegov učenec Aristotel prva s svojimi sistematični zapisi močno zaznamovala dojemanje družbene realnosti, in s tem podrobneje naslovila številne socialnopsihološke tematike. Njune metode in razlage so se razlikovale, saj je Platon poudarjal deduktivno sklepanje in verjel, da se preko čutov ne da uvideti najpristnejše in najčistejše realnosti, medtem ko je Aristotel zagovarjal induktivno sklepanje in oblikovanje zaključkov o posamezniku in družbi na podlagi empiričnih dejstev. S svojimi nasprotujočimi si orientacijami sta postavila temelj znanosti in med drugim vplivala na behavioristične in kognitivne pristope znotraj socialne psihologije.
Tudi v dobi razsvetljenstva se je oblikoval pomemben filozofski poudarek na razumevanju odnosa med posameznikom in družbo, ki je bil  še posebej vezan na razprave o izvoru države, zakonov in temeljnih človekovih pravic, a temeljni teoretski okvir za moderno socialno psihologijo se je začel podrobneje razvijati šele v 19. stoletju. Eden izmed pionirjev, ki si je prizadeval ločiti socialno psihologijo od filozofije je bil, Friedrich Herbart. Zagovarjal je dejstvo, da je človek socialno-kulturno bitje, in s tem poudarjal kulturno-primerjalne raziskave. Njegovi pojmi povezujejo kognitivne vidike duševnosti s čustvi, z občutki in hotenji, ki so predhodniki modernih pojmovanj stališč in socialnih zaznav v socialni psihologij.
Drugi avtorji, na primer Gordon Allport menijo, da je začetnik socialne psihologije August Comte, ki hkrati velja za utemeljitelja sociologije. Comte je povezoval biologijo, sociologijo in moralne vede in poudarjal, da je vsak človek edinstven individuum s svojimi kognitivnimi in afektivnimi značilnostmi in v psihologijo vnesel duh svojega pozitivizma. To je razlog, da velja za začetnika znanstvene socialne psihologije, do katere pa je imel negativno stališče eden izmed ostalih očetov psihologije in začetnik znanstvene eksperimentalne psihologije, Wilhelm Wundt. Ta si je prizadeval, v kontekstu socialne psihologije, oblikovati občo psihologijo, ki je bila v resnici je posplošena individualna psihologija, pri kateri pa se ne bi upoštevalo kulturnih in socialnih dejavnikov. Menil je, da z znanstveno metodo ni mogoče zasledovati posameznikovega razvoja in oblikovanja znotraj posamezne kulture, saj naj bi bil ta proces preveč spremenljiv. S tem je močno vplival na nadaljnji razvoj socialne psihologije v Evropi.

### Tradicija socialne psihologije v ZDA
Zaradi Wundtovega vpliva v Evropi, se je socialna psihologija pod taktirko tedanjih sociologov in filozofov-pragmatistov začela prej razvijati v Ameriki kot v Evropi. Še posebej pomembni misleci, ki so oblikovali temelje različnim socialnopsihološkim šolam, so bili William James, Charles Cooley, George Herbert Mead in Kurt Lewin.
William James je kot funkcionalist poudarjal, da je treba preučevati posameznikove zavestne aktivnosti in ne zavestna stanja, ki pa jih je moč razumeti le, če so nam poznane okoliščine (vzroki in pogoji), v katerih nastanejo in če hkrati poznamo njihov cilj. V svojem delu, Principi psihologije, ki ga številni poznavalci ocenjujejo kot eno izmed najpomembnejših del v zgodovini psihologije, je razvil pojem socialnih dispozicij človeka in jaza (self). James razlikuje med čistim jazom in empiričnim jazom. Prvi jaz je tisti, ki misli, deluje in opaža, slednji pa je s strani prvega opažen, mišljen in predstavljen ter zajema skupek lastnosti, ki si jih pripisujemo. Empirični jaz oziroma »jaz kot objekt«, se nadaljnje deli na telesni, duhovni in socialni jaz, pri čemer avtor poudarja, da je socialnih jazov toliko, kolikor je pomembnih socialnih vidikov posameznikovega delovanja. 
Pragmatistični filozof Charles Cooley je v socialno psihologijo uvedel pojem primarnih skupin in zrcalnega jaza. Primarne ali referenčne skupine so tiste, ki so ali še vedno najpoglavitneje vplivajo na posameznika (družina, vrstniki …) in so po avtorjevem mnenju »hranilna sila človeške narave«. Skozi njihovo prizmo se razvijejo posameznikova stališča, vrednote in zavest. Cooley je prvi zapisal, da je človek nerazrešljivo povezan z družbo, a povezan tako, da ohranja ob tem samosvojo bitnost. 
Georg Herbert Mead je močno vplival na razvoj simbolnega interakcionizma. Nadaljnje je oblikoval Cooleyjevo zamisel o socialni naravi jaza, pri kateri je ločeval tri procese, »mene« ali socialno identiteto, »osebno identiteto« ter »refleksivno mišljenje. Slednje omogoča človeku, da se izogne popolnemu konformizmu in hkrati preprečuje anarhični upor zoper družbo oziroma avtoriteto. Mead meni, da so vse te strukture in procesi odvisni od obstoja simbolnega vedenja ljudi. 
Razvoj socialne psihologije v ZDA je na začetku 20. stoletja krenil v smer empirizma in prilagajanja psiholoških spoznanj potrebam družbe. Tako je leta 1908 izšla knjiga Williama McDougalla, ki se je oprl na teorijo o prirojenih instinktih. Njegovo delo je pomembno z vidika človeške motivacije, saj je sam predlagal seznam pretežno vrojenih motivov, ki jih je sam poimenoval nagnjena (npr. strah, agresivnost, radovednost, uveljavljanje …). Poznejše raziskave se v precejšnji meri potrdile njegov seznam motivov.
K oblikovanju socialne psihologije v ZDA, pa je veliko doprinesel tudi Kurt Lewin, eden izmed pomembnejših evropskih psihologov judovskega porekla, ki je v Ameriko zbežal zaradi razmaha nacizma. Mnogi avtorji ga štejejo kot začetnika moderne socialne psihologije, saj je s svojimi kolegi (Adornom, Frommom in drugimi) presegel behavioristično in hkrati nekritično naravnanost ameriške socialne psihologije. Najbolj znana njegova teorija polja, ki je ena izmed najbolj celovitih in integralnih teorij osebnosti. V njej je poudarjal, da je posameznikovo obnašanje posledica osebe same, okolja in njune interakcije, kar tvori posameznikov življenjski prostor oziroma polje. Zagovarjal je predpostavko, da mora psihologija enoznačno razlagati in napovedovati posameznikovo obnašanje v celokupnosti psiholoških dejstev, ki so relevantne v danem prostoru in času.

### Tradicija socialne psihologije v Evropi
Razvoj socialne psihologije v Evropi je potekal v drugačni smeri, saj sta nanj poglavitno vplivali dve miselni smeri, in sicer LeBonova psihologija množic in psihoanaliza.  Le Bon je menil, da se v množici zmanjšajo individualne razlike, kar pogostokrat vpliva na prevladovanje sugestij in slepega posnemanja drugih. Takšna konformnost in poslušnost, ki postane temeljni način mišljenja, lahko po njegovem mnenju rezultira v izgubi odgovornosti, kar pomeni, da na lastna dejanja človek ne reagira več z moralnimi občutki. Ko posamezniki na takšen način pridobijo kolektivni um, zaradi katerega čutijo, razmišljajo in ravnajo precej drugače, kot bi sicer, se hitro lahko razvijejo psihološke množice, na katere imajo zakoni zelo majhen vpliv, same pa ne delujejo po načelih enakopravnosti, temveč zgolj sledijo tistemu, kar naredi nanje močan vtis in jih zapeljuje. Posameznik, ki postane del takšne množice naj bi počasi izgubljal lastno zavest, zato nad njim začne prevladovati nezavedni del osebnosti, prav tako pa se na duševni ravni zgodi preobrat v smislu nalezljivosti idej in čustev, ki niso njegova ter se kažejo v občutju odvisnosti in nesvobode. Človek po LeBonu v množici torej marsikdaj ravna na način, ki je v neskladju z njegovim delovanjem, ko je sam. 
Pomemben prispevek k psihologiji množic pa je doprinesel tudi Sigmund Freud, ki je osvetlil delovanje nezavednih mehanizmov posameznika v socialnih situacijah, kot jo predstavlja množica. V svojih delih (npr. Mojzes in monoteizem) je pogostokrat dokazoval, da se je človeštvo, zaradi svojega napredka in civiliziranosti, moralo preusmeriti k sublimirani obliki zadovoljevanja spolnosti in agresivnosti. Omenja, da zaradi tega v človeštvu obstaja univerzalna nevroza, saj ostaja nekakšen višek napetosti, ki se zaradi sublimacije ne more v celoti sprostiti. Prav tako pa je Freud zaradi takratnega vzpona različnih diktatur v Evropi poudarjal tudi vlogo vodij v množici. Omenjal je, da lahko posameznikovo poistovetenje z vodjo omogoča ponoven povratek k primitivnim oblikam dinamike nezavednega pri večini izmed članov neke množice. Ljudje začnejo privzemati voljo voditelja, na podlagi česar se med seboj povežejo in množica se posledično homogenizira na nekaterih izmed ključnih simbolnih točkah. Mnoge freudovske hipoteze so bile zaradi empirične nedokazljivosti kasneje ovržene, vsekakor pa je Freudov pogled na nezavednost duševnosti močno vplival na nadaljnji razvoj psihologije.

## Model znanosti v socialni psihologiji
V socialni psihologiji prevladujeta dva modela oziroma pristopa k preučevanju pojavov, ki zajemata tako medsebojno različne si teorijske koncepte kot tudi druge ravni znanstvenega dela, od pridobivanja empiričnih podatkov do oblikovanja hipotez in njihovega testiranja. Prvi, tako imenovan konvencionalni model, izhaja iz naravoslovnih ved in poudarja strogo objektivnost, splošnost in ponovljivost empiričnih dognanj. Predpostavlja, da obstaja objektivna socialna stvarnost, ki je neodvisna od človeške zavesti in jo zaradi tega tudi vsak posameznik dojema in zaznava na svoj specifičen način. V sklopu tega modela si socialna psihologija prizadeva presegati posameznikov subjektivni pogled in se postavlja kot splošna teoretična deskripcija družbene stvarnosti, ki bazira na empiričnih dejstvih in ponuja njihovo zakonito razlago. Poleg konvencionalnega modela pa se je sočasno razvijal tudi drugi, sociohistorični model, ki posega po lingvističnih, zgodovinsko-analitičnih metodah in se naslanja na humanistične teorije. Zanj je značilno stališče, da nevtralni družbeni opazovalec ne obstaja, na podlagi česar zavrača tudi obstoj nevtralnih dejstev. Vsako spoznanje je iz sociohistoričnega dojemanja zaznamovano s teorijskimi in ideološkimi prvinami gledanja na družbeno stvarnost. Ta model po drugi strani ne zanika obstoja neodvisne, od ljudi ločene, stvarnosti; predpostavlja zgolj, da je slednja ljudem nedostopna in hkrati nepomembna za njihovo odločanje in razumevanje družbene realnosti, kajti vedno je za posameznika relevantna le njemu lastna interpretacija socialnih situacij.

## Klasične teorije
Socialna psihologija je izpostavljena številnim kulturnim in družbenim vplivom ter hkrati razvoju drugih družbenih ved, prav tako pa si prizadeva obrazložiti težko opredeljiva duševna dogajanja vezana na socialne interakcije in odnose, ki jih je posameznik v specifičnih situacijah deležen. Vse to so razlogi, da je v socialni psihologiji razvit izrazit teorijski pluralizem. Različni pristopi k razlaganju določenega socialnopsihološkega konstrukta oziroma različne teorijske paradigme sicer skušajo ustreči kompleksnosti, a vsaka doseže le obravnavo določenih aspektov socialnega vedenja posameznikov ali skupin. Teorije v socialni psihologiji so se torej v veliki meri oblikovale znotraj večjih teorijskih sklopov v psihologiji in sociologiji, a vsebujejo specifične socialnopsihološke poglede in koncepte. Med temeljne spadajo naslednje:
- Vedenjska teorija socialne psihologije
- Socialni interakcionizem
- Psihoanalitska teorija
- Socialnokognitivne teorije

V zadnjih desetletjih je na izoblikovanje novih teoretskih pristopov vplivalo več dejavnikov, številni pa so vezani na družbeno dogajanje v drugi polovici 20. stoletja. Prav tako so na odpiranje vprašanj o novih teoretskih izzivih vplivali številni diskurzi med šestdesetimi in osemdesetimi leti prejšnjega stoletja, ki so se navezovali na metodološki in teoretični razhod družboslovnih ved od naravoslovnih. Vsi omenjeni dejavniki so vplivali na razvoj drugačnih in novejših teoretičnih pristopov v socialni psihologiji, med katerimi so bolj prepoznavni sledeči:
- Kritična socialna psihologija
- Feministična socialna psihologija
- Narativna paradigma psihologije
- Diskurzivna socialna psihologija
- Socialnokonstrukcionistična teorijska usmeritev

## Vplivni eksperimenti
Številni vplivni in z gledišča znanstvenih spoznanj pomembni, a hkrati etično sporni eksperimenti v socialni psihologiji oziroma psihologiji na splošno so danes zaradi etičnega kodeksa dela raziskovalcev in revizijskih odborov, ki zagotavljajo etičnost raziskav, neponovljivi. Danes morajo biti tako udeleženci v raziskavah zaščiteni pred stresom, neprimernim poseganjem v njihovo zasebnost in drugimi oblikami eksploatacije. Nekateri izmed takšnih eksperimentov, ki bi jih danes zaradi etičnih vidikov težko ponovili, a vseeno predstavljajo pomembna spoznanja za psihološko znanost, so:
- Eksperiment Malega Alberta
- Aschevi eksperimenti konformnosti
- Milgramov eksperiment poslušnosti
- Učinek opazovalca
- Harlowovi poskusi z opicami
- Seligmanovi poskusi naučene nemoči
- Stanfordski zaporniški eksperiment
- Poskus v jami roparjev
- »The monster study«